# NeuGRID
neuGRID è un portale web dedicato alla ricerca scientifica nel campo delle malattie neurodegenerative. Grazie a neuGRID (i) i neuroscienziati avranno a disposizione per le loro analisi una grande quantità di dati di risonanze magnetiche cerebrali archiviati nell'infrastruttura e (ii) i clinici avranno la possibilità di estrarre automaticamente i marcatori delle malattie neurodegenerative per effettuare le diagnosi dei pazienti. NeuGRID è un portale intuitivo rivolto a diversi gruppi di utenti, dagli studenti ai neuroscienziati più esperti, impegnati nel campo della malattia dell'Alzheimer, delle malattie psichiatriche e delle malattie della sostanza bianca. NeuGRID aspira a divenire una risorsa ampiamente diffusa per l'analisi di risonanze magnetiche cerebrali.

## Funzionamento
Attraverso un login personale, l'utente accede al laboratorio virtuale di risonanze magnetiche. In questo portale gli utenti possono caricare, utilizzare, e condividere algoritmi per l'analisi di risonanze magnetiche cerebrali, avere accesso ad ampi archivi di risonanze magnetiche cerebrali, e svolgere analisi computazionali intensive, supportati da un help desk specializzato e da materiale informativo. Grazie a una serie di servizi distribuiti e a risorse computazionali basate sui sistemi grid/cloud, le analisi hanno subito un'accelerazione senza paragoni rispetto alle tradizionali analisi di laboratorio. Le potenzialità di neuGRID sono state testate nel 2009, con il risultato di un'estrazione di un biomarcatore della malattia dell'Alzheimer (spessore corticale 3D con Freesurfer e CIVET) in sole due settimane rispetto ai cinque anni di tempo che questa operazione avrebbe richiesto se svolta in laboratorio.

## Storia
Il progetto neuGRID è stato finanziato dalla Commissione europea DG INFSO all'interno del 7° Programma Quadro dal 2008 al 2011. Durante questa fase è stata sviluppata l'infrastruttura, sia hardware che software. La seconda fase del progetto è stata finanziata sempre dalla Commissione europea, questa volta DG CONNECT, con il progetto neuGRIDforyou (N4U), il cui scopo principale è espandere i servizi agli utenti di neuGRID con un'interfaccia grafica nuova e più intuitiva. Il progetto N4U terminerà a Dicembre 2014.

## Consorzio
Il consorzio iniziale di neuGRID comprendeva 8 partner europei da Italia, Francia, Gran Bretagna, Paesi Bassi, Svezia, Spagna e Svizzera. N4U coinvolge 9 partnet europei (6 dei quali già presenti nel consorzio neuGRID) e 2 partner nordamericani. I partner internazionali sono stati coinvolti grazie, ancora una volta, a un finanziamento europeo da parte della DG INFSO (outGRID, www.outgrid.eu). Il coordinatore di tutti e tre i progetti è Giovanni B. Frisoni, neurologo presso l'iIRCCS Fatebenefratelli, Centro Nazionale per la Malattia dell'Alzheimer a Brescia, Italia.

## Pubblicazioni
Sull'infrastruttura
- Frisoni GB, Redolfi A, Manset D, Rousseau MÉ, Toga A, Evans AC. Virtual imaging laboratories for marker discovery in neurodegenerative diseases. Nat Rev Neurol 2011;7:429-38.
- Redolfi A, McClatchey R, Anjum A, Zijdenbos A, Manset D, Barkhof F, Spenger C, Legré Y, Wahlund L, Barattieri di San Pietro C, Frisoni GB. Grid infrastructures for computational neuroscience: the neuGRID example. Future Neurology 2009;4:703-22.
- Barkhof F. Making better use of our brain MRI research data. Eur Radiol 2012;22:1395-6.
- Anjum A, Bloodsworth P, Habib I, Lansdale T, McClatchey R, Mehmood Y; neuGRID Consortium. Reusable services from the neuGRID project for grid-based health applications. Stud Health Technol Inform 2009;147:283-8.

Studi neuroscientifici in cui neuGRID è stato utilizzato come risorsa
- Redolfi A, Bosco P, Manset D, Frisoni GB, neuGRID Consortium. Brain investigation and brain conceptualization. Functional Neurology; 2013; Vol.28(3): 175-190.
- Cover KS, van Schijndel RA, van Dijk BW, Redolfi A, Knol DL, Frisoni GB, Barkhof F, Vrenken H; neuGRID Consortium; Alzheimer's Disease Neuroimaging Initiative. Assessing the reproducibility of the SienaX and Siena brain atrophy measures using the ADNI back-to-back MP-RAGE MRI scans. Psychiatry Res 2011;193:182-90.
- Frisoni GB, Fox N, Jack C Jr, Scheltens P, and Thompson PM. The clinical use of structural MRI in Alzheimer disease Nat Rev Neurol 2010; 6:67–77.